# دوغلاس مورتون
دوغلاس مورتون هو محامي وسياسي كندي، ولد في 28 أبريل 1916 في فريدريكتون في كندا، وتوفي في 25 نوفمبر 2001. حزبياً، نشط في الحزب الكندي التقدمي المحافظ. وقد انتخب عضو مجلس العموم الكندي.